# Nueva Alborada
Nueva Alborada es un distrito paraguayo situado en el departamento de Itapúa. Está ubicada a unos 30 km de Encarnación, capital del departamento. Es una de las colonias más antiguas y tiene origen europeo, compuesta por alemanes, fineses, ucranianos, rusos, polacos y españoles. Es reconocida por su Puerto Cantera.

## Historia
Antiguamente este lugar se llamaba fundación Rafael Herrera Vegas y en la década del año 1900, funcionaba con todo su esplendor la administración de este latifundio. Fue fundada en el año 1924. Luego pasó a llamarse Capitán Vicente Matiauda, luego Alborada uno hasta que se quedó en su nombre actual de Nueva Alborada

## Geografía
El distrito de Nueva Alborada se encuentra en la zona este del departamento de Itapúa. Limita al norte con Trinidad y Hohenau; al sur con Cambyretá; al este con Argentina, separado por el Río Paraná; y al oeste: distrito de Capitán Miranda.

## Infraestructura
Aproximadamente 15 km después de salir de la ciudad de Encarnación por la Ruta Número 6 se encuentra el acceso al distrito de Nueva Alborada a la derecha, por la Calle D. El desvío a Nueva Alborada es de unos 12 km de ruta que en la actualidad se encuentra con una primera capa de asfalto, la cual avanza hasta el Centro Urbano de Nueva Alborada. La idea es que el asfalto siga avanzando por Calle D hasta lindar con el Río Paraná.
Para llegar a Nueva Alborada existen dos Colectivos de Transporte Público. Las Empresas Stella Maris y El Trébol salen desde Encarnación con una frecuencia de 2 horas promedio. Ambas recorren el tramo de la Ruta PY14 (al comienzo asfalto, luego ripio), pasando por Cambyretá, Capitán Miranda, y luego en Nueva Alborada. Algunos de estos colectivos llegan hasta el Puerto Samuhú.

## Cultura
Existen en el municipio Católicos, la patrona del municipio es la Virgen de Lourdes, el día de su santa patrona se realizan solemnidades litúrgicas como la procesión y la Santa Misa que tiene lugar en la Iglesia, en horas de la mañana, tarde y, en las noches, fiestas sociales.
Las festividades patronales empiezan varias semanas antes con numerosas actividades, el novenario en honor a la Patrona del Distrito. Terminada la ceremonia religiosa la imagen de la santa patrona recorre en procesión por las calles de la ciudad. Otras comunidades religiosas de importancia son la Iglesia Cristiana Evangélica (con sus 3 templos: Bautista Eslava, Pentecostal Eslava, y Asamblea de Dios), la Iglesia Ortodoxa y la Iglesia Adventista del Séptimo Día.